# Stereum peculiare
Stereum peculiare är en svampart som beskrevs av Parmasto, Boidin & Dinghra 1979. Stereum peculiare ingår i släktet Stereum och familjen Stereaceae.   Inga underarter finns listade i Catalogue of Life.